# Teardrinker
Teardrinker ist ein Lied der US-amerikanischen Progressive-Metal-Band Mastodon. Es wurde am 1. Oktober 2021 über Reprise Records veröffentlicht und ist die zweite Single aus dem achten Studioalbum Hushed and Grim.

## Inhalt
Das Lied ist ein Metalsong, der von den vier Mitgliedern der Band Brann Dailor, Brent Hinds, Bill Kelliher und Troy Sanders geschrieben wurde. Der Text ist in englischer Sprache verfasst. Teardrinker ist 5:20 Minuten lang, wurde in der Tonart F-Dur geschrieben und weist ein Tempo von 127 BPM auf. Produziert wurde das Lied von Dave Bottrill. Aufgenommen wurde der Titel im Tonstudio West End Sound im bandeigenen Proberaumkomplex Ember City in Atlanta. Das Lied ist im klassischen Strophe-Refrain-Schema aufgebaut. Die beiden Strophen und die Bridge werden vom Bassisten Troy Sanders und dem Schlagzeuger Brann Dailor gesungenen, während Dailor den Refrain alleine singt.
Teardrinker ist das erste Lied in der Bandgeschichte, das ein Bass-Solo enthält. Laut Troy Sanders sollte der Part, wo man das Solo hört, eigentlich aus dem Lied geschnitten werden. Im Scherz schlug Sanders vor, die Stelle beizubehalten und ein Bass-Solo darüber zu spielen, was seine Bandkollegen mit einem Kichern quittierten. Am nächsten Morgen kam Sanders früh ins Studio, um das Bass-Solo einzuspielen. Als seine Bandkollegen kamen, fragte Sanders sie, ob sie sein Solo hören wollten. Sie hielten die Aussage zunächst für einen Scherz, zeigten sich aber vom Ergebnis begeistert. Laut Troy Sanders ist das Solo ein Tribut an den 1986 tödlich verunglückten Metallica-Bassisten Cliff Burton.
Am 23. November 2021 trat die Band mit dem Lied Teardrinker in der NBC-Show Late Night with Seth Meyers auf.

## Musikvideo
Für das Lied wurde ein Musikvideo gedreht, bei dem Lorenzo Diego Carrera Regie führte. Die vier Bandmitglieder betreten eine Lagerhalle und erhalten dafür Eintrittskarten. Die Musiker stellen sich um eine Kiste herum auf. Nacheinander zieht jeder eine in verschiedenen Farben leuchtende Glaskugel heraus, durch die die Musiker in eine jeweils andere Mini-Dimension transportiert werden. Es folgen Bilder von fremden Welten, Steinkolossen und fließendem Wasser. Man sieht Gottheiten, die durch Tränen zum Leben erweckt werden. Dadurch wird das Universum wieder mit Leben und Kraft gefüllt. Nachdem alle vier eine Kugel gezogen haben, taucht über den Musikern ein Wirbel aus Wasser auf, ehe die Band das Lagerhaus wieder verlässt.

## Rezeption
Dennis Drögemüller vom deutschen Magazin Visions schrieb, dass Teardrinker ein „gutes Beispiel“ dafür wäre, wie „Mastodon sich aktuell als Prog-Band verstehen“. Er lobte das Lied für „entspanntes Mid-Tempo, hymnische Melodieseligkeit“ „mit mitreißendem Lead-Gesang“. Joe DiVita vom US-amerikanischen Onlinemagazin Loudwire schrieb, dass Teardrinker über eine tanzbare Stimmung und Yacht-Rock-Flair verfügt, auch wenn das Lied in Kummer gehüllt ist. Troy Sanders und Brann Dailor würden „mit jeder Zeile seelenergreifende Emotionen zeigen“.